# Amblyscartidia amissa
Amblyscartidia amissa är en insektsart som beskrevs av Young 1977. Amblyscartidia amissa ingår i släktet Amblyscartidia och familjen dvärgstritar. Inga underarter finns listade i Catalogue of Life.